# Neuroleon striatellus
Neuroleon striatellus är en insektsart som beskrevs av Luisa Eugenia Navas 1918. Neuroleon striatellus ingår i släktet Neuroleon och familjen myrlejonsländor. Inga underarter finns listade i Catalogue of Life.